# San Mauro la Bruca
San Mauro la Bruca – miejscowość i gmina we Włoszech, w regionie Kampania, w prowincji Salerno.
Według danych na rok 2004 gminę zamieszkiwało 768 osób, 42,7 os./km².